# Sanlu
Sanlu (Chinesisch: 三鹿集团; wörtlich „drei Hirsche“) war ein chinesischer Erzeuger von Milchprodukten. Das staatliche Unternehmen war eine der ältesten und bekanntesten Marken von Säuglingsnahrung in China.
Nach dem chinesischen Milchskandal 2008 musste Sanlu Konkurs anmelden. Der Milchkonzern Sanlu war mit erheblichen Mengen von mit Melamin verseuchter Milch beliefert worden. Durch Beigabe des Stoffes Melamin sollte die Milch bei Kontrollen proteinreicher erscheinen. Bei Kleinkindern führt Melamin zu Nierensteinen und Nierenversagen. Insgesamt waren über 300.000 Kinder betroffen, sechs davon verstarben. Vier Vertreter des Unternehmens wurden zu langen Haftstrafen verurteilt. Zwei Zulieferer von Sanlu wurden zum Tode verurteilt und hingerichtet.